# 머리 포대
머리 포대(영어: Murray Battery, 중국어 정체자: 美利炮台)는 홍콩 중완의 가버먼트 힐 배터리 길에 있었던 영국군 포대이다. 조지 머리 경의 성을 따서 붙여진 명칭이며 영국군이 홍콩을 점거한 직후인 1841년에 완공되었다. 이후 식민지 청사를 지키기 위한 용도로 사용되었다. 약 백년간 사용되다 1950년대 들어 철거되었으며 지금은 중구정부합서가 들어서 있다.

## 역사
제1차 아편 전쟁이 벌어지던 1841년, 영국군은 홍콩 일대를 점령하고 그로부터 1년 후에는 난징 조약으로 점령지를 할양받게 되었다. 이에 따라 설치된 식민지 정부는 배터리 길 일대 부지를 골라 본부와 방어시설을 짓기 시작했다. 총 다섯 문의 해안포를 배치해둔 해안 방어요새로, 빅토리아 항을 내려다보며 그곳을 지켰다. 하지만 1882년 이후로는 간척 사업으로 인해 더 이상 해안선 근처에 위치하지 않게 되었다. 또 19세기 후반에는 이곳에 배치됐던 해안포마저도 홍콩섬의 외진 무방비 지역에 군을 재배치하고 레이위문 요새 (1887년 완공)라는 이름의 포대를 구축하는 과정에서 치워지게 되었다. 1856년 이전에는 머리 포대가 홍콩 시의 가로등 경계를 나누는 역할을 하기도 했다. 포대보다 동쪽에 위치해 있는 도로에서는 등불을 키지 않은 것이었다.
다만 포대 자체는 1950년대까지 남아있다가 식민정부에서 흩어져 있는 정부 청사를 한데 모아 이 일대에 새로운 종합청사단지 (지금은 또다른 청사를 사용중)를 짓겠다는 계획을 발표하면서 철거에 들어갔다. 그렇게 포대 터는 완전히 사라지고, 그 자리에 중구정부합서가 1959년에 조성되었다. 중구정부합서의 서쪽관 구역이 머리 포대가 있던 자리에 해당된다. 오늘날에는 중구정부합서 근처에 머리 포대의 흔적을 표시하기 위한 대포 모형이 설치 전시되어 있다.

## 같이 보기
- 머리 하우스